# Orbók Ferenc
Kökösi Orbók Ferenc (Kökös, Háromszék megye, 1820. június 1. – 1897. június 24.) unitárius lelkész.

## Élete
Nemes szülők gyermeke. A gimnáziumot és teológiát Kolozsvárt az unitárius kollégiumban végezte; innét unitárius rektornak ment Kövendre (Aranyosszék). 1848-1849-ben részt vett a szabadságharcban. 1854-ben Verespatakra (Alsó-Fehér megye) nevezték ki unitárius lelkésznek, 1858-ban pedig várfalvi (Torda-Aranyos megye) lelkész lett. Az ókori klasszikusok iránt nagy előszeretetet tanúsított; az amerikai hitsorsosoknak fogadásakor háromszor tűnt fel latinul tartott beszédeivel. Kriza Vadrózsák című gyűjteményéhez háromszéki népszokásokkal, mondákkal és népmesékkel járult. 1893-ban nyugalomba vonult.
Fiatalabb korában verseket és elbeszéléseket irt, melyek közül egy novellája és két költeménye a Dózsa Dániel-féle Naptárban jelentek meg; a szintén Dózsa Dániel által szerkesztett Kolozsvári Közlönynek (1859-68) rendes cikkírója s levelezője volt; az akkori baloldali állásponton mint az 1867. kiegyezésnek ellenzője fejtett ki munkásságot.
Cikkei a Vasárnapi Ujságban (1858. 21. sz. Várfalvai vár és templom); a Girókuti Képes Naptárában (1860. Székely adomák); a Keresztény Magvetőben (X. 1875. Kepe-rendszer).

## Munkája
- Ima és emlékbeszéd Csipkés Ferencz országgyűlési képviselő felett. Kolozsvár, 1876.